# 路上博物館
一般社団法人路上博物館は「博物館はもっと面白い」をビジョンに掲げる非営利法人。博物館の標本の3D化、XR展示の企画と開発、商品開発、展示出展の4分野の事業を行っている。館長は理学博士の森健人。

## 沿革
- 2020年5月18日 - 国際博物館の日に創業。
- 2020年7月10日 - 朝8時にクラウドファンディング『国立科学博物館の標本が自宅に届く！3Dプリントレプリカ＆ARポストカード限定販売』を開始。15時間後に目標金額100万円を達成[1]。
- 2020年8月16日 - クラウドファンディングを761%達成し終了。